# باري دافيلد
باري دافيلد (بالإنجليزية: Barry Duffield)‏ هو كاتب سيناريو ومنتج أفلام ومخرج وممثل أسترالي، ولد في 28 فبراير 1962 في Billingham ‏ في المملكة المتحدة.

## روابط خارجية
- باري دافيلد على موقع IMDb (الإنجليزية)
- باري دافيلد على موقع ألو سيني (الفرنسية)
- باري دافيلد على موقع قاعدة بيانات الفيلم (الإنجليزية)